# هيلين باريت مونتجومري
هيلين باريت مونتجومري (بالإنجليزية: Helen Barrett Montgomery)‏ هي مترجمة أمريكية، ولدت في 31 يوليو 1861، وتوفيت في 19 أكتوبر 1934.